# أحمد سهراب
ميرزا أحمد سهراب (21 من شهر آذار 1890 - 20 من شهر نيسان 1958) كان مؤلفًا فارسيًا أمريكيًا وبهائيًا، وعمل سكرتيرًا ومترجمًا لعبد البهاء من عام 1912 إلى عام 1919. كان أحد مؤسسي جمعية التاريخ الجديد وقافلة الشرق والغرب في نيويورك. ومع ذلك، تم طرده من الديانة البهائية في عام 1939 من قبل شوقي أفندي.

## حياته
وُلِد سهراب بهائيًا في مدينة سيده، بمحافظة أصفهان في بلاد فارس (إيران حاليًا)، وكان والده عبد الباقي من نسل الرسول محمد صلى الله عليه وسلم. وكان عبد الباقي يعمل صباغًا في المدينة. يدعي كلا جانبي عائلة سهراب، والدته ووالده، النسب إلى الإمام الحسين، حفيد الرسول محمد صلى الله عليه وسلم. توفيت والدته عندما كان سهراب في بضعة أشهر من عمره، بينما كانت لا تزال في سن المراهقة، فتم نقله ليعيش مع جدته لأمه في أصفهان.

## جمعية التاريخ الجديد

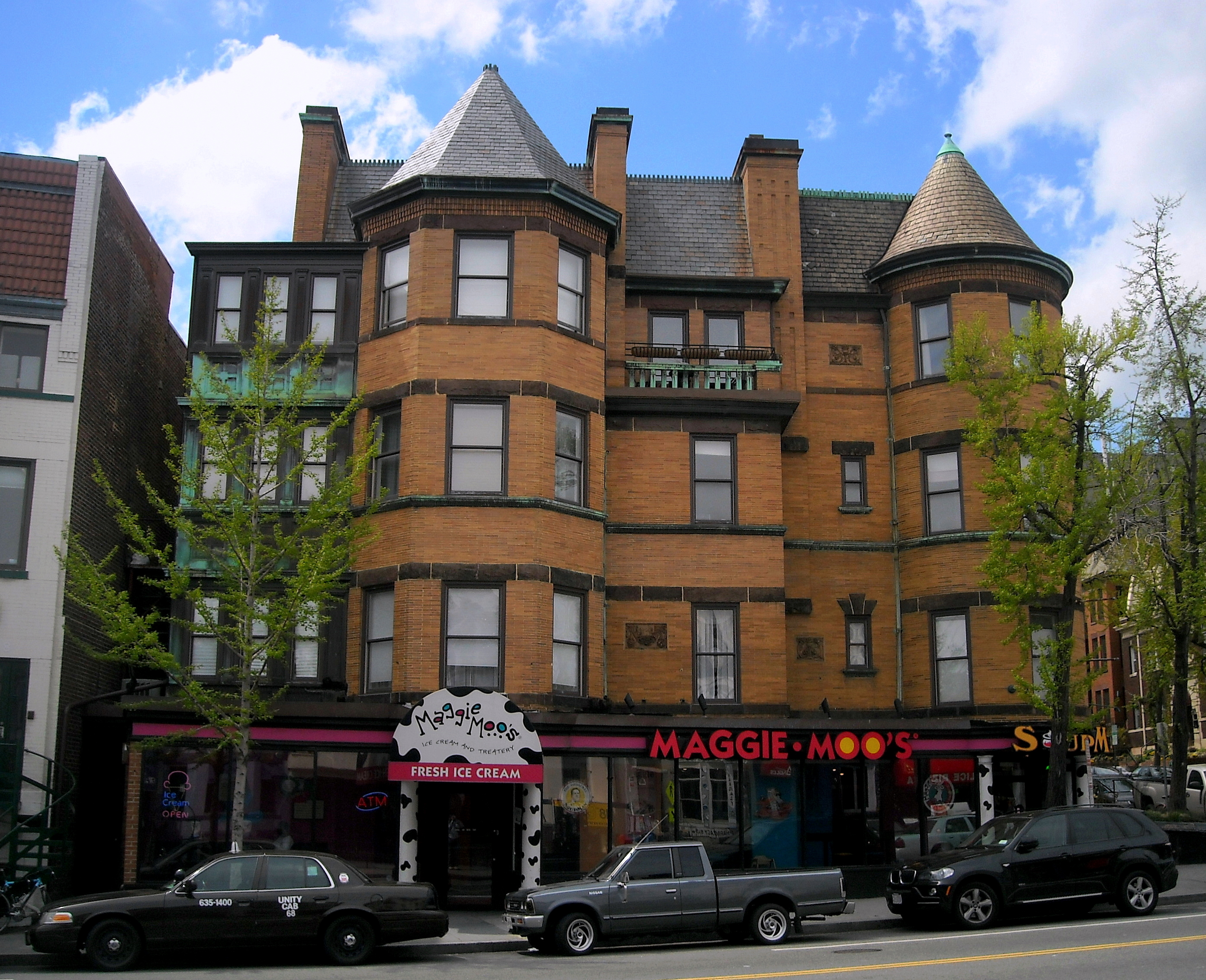
المقر السابق لأحمد سهراب في واشنطن العاصمة

بحلول عام 1911، أسس سهراب منظمة أطلق عليها اسم "الجمعية التعليمية الفارسية الأمريكية". وفي وقت لاحق من نفس العام، أبحر إلى أوروبا "من أجل مصلحة عمله". من عام 1912 إلى عام 1919، عمل سهراب سكرتيرًا ومترجمًا لعبد البهاء. في عام 1919، هاجر إلى الولايات المتحدة، حيث أبحر كمسافر من الدرجة الأولى من بورسعيد، مصر، إلى نيويورك على متن السفينة إس إس ييبوشي مارو.
في عشرينيات القرن العشرين، أثناء إقامته في لوس أنجلوس، ساعد في كتابة سيناريو فيلم يتناول قصة مريم المجدلية، للممثلة فاليسكا سوررات. في عام 1927، أصدر سيسيل ب. ديميل فيلم ملك الملوك، والذي ادعى الثنائي أنه استلهمه من السيناريو الذي كتباه. رفعت سوررات دعوى قضائية ضد سيسيل ب. ديميل وآخرين في عام 1928، مشيرة إلى أن سهراب ساعدها في كتابة المسرحية. ذهبت القضية إلى المحاكمة في عام 1930 وتم تسويتها بهدوء خارج المحكمة.
لقد وجد سهراب أنه من الضروري الذهاب إلى نيويورك لمناقشة بعض الأمور التجارية مع الآنسة سوررات، ومن خلالها تعرف على لويس ستويفسانت تشانلر وزوجته جولي. وفي عام 1929، شكلوا معًا "جمعية التاريخ الجديد" كطريقة غير مباشرة لنشر تعاليم الدين البهائي.
في 10 من شهر آذار 1930، قدم "ميرزا أحمد سهراب" التماسًا للحصول على الجنسية في المحكمة الجزئية الأمريكية في مدينة نيويورك. وجاء في العريضة أنه كان يبلغ من العمر 39 عامًا ويقيم في 28 غرب شارع 50.

## قافلة الشرق والغرب
في عام 1930، أدت جمعية التاريخ الجديد إلى ظهور "قافلة الشرق والغرب"، وأصبح منزل شانلر في نيويورك يُسمى الآن "منزل القافلة". تم تصميم هذه المؤسسة لإعداد الأطفال والشباب للانضمام إلى جمعية التاريخ الجديد. كانت هذه المجموعة تمتلك مجلة ربع سنوية تسمى "القافلة"، والتي ظهرت فيها السيرة الذاتية الجزئية لسهراب لأول مرة. (ظهرت السيرة الذاتية مرة أخرى في عام 1959، بعد وقت قصير من وفاته، مع بعض الفقرات الإضافية التي لم تضف الكثير.)
"قافلة الشرق والغرب" هي حركة تربوية، والنشاط الرئيسي لها هو المراسلات الدولية. تضم الحركة 1300 فرع في 37 دولة، ويبلغ إجمالي أعضائها 100 ألف طفل وشاب وبالغ. وتُبقي منشوراتها، مثل "القافلة" التي تصدر فصليًا و"دليل أصدقاء القلم" الذي يصدر شهريًا، جمهور قرائها الواسع على اطلاع دائم بنمو الحركة وتأثيرها. تُعدّ جمعية التاريخ الجديد و"قافلة الشرق والغرب" حركةً قائمة بذاتها تهدف إلى نشر المُثل والمبادئ البهائية، وهي مستقلة عن المنظمة البهائية وغير تابعة لها.
كان سهراب قد نشر بالفعل بعض الكتب والكتيبات وسيناريو فيلم. وفي عام 1933، كتب مع جولي شانلر كتابًا قدم نظرة عامة على العديد من أحداث الحركة البهائية؛ حيث احتوى على وصف لأحداث الباب وبهاءالله — مطالبته بحديقة الرضوان — والطاهرة، وعبد البهاء. ويحتوي الكتاب أيضًا على العديد من الصور، بما في ذلك بعض الصور التي قد تكون فريدة من نوعها.

## الانقسام
حاولت السيدة تشانلر إصلاح الأمور بين سهراب وهوراس هولي، "أحد كبار الرجال في الإدارة البهائية الأمريكية". لكن سهراب رفض السماح للجمعية الروحية في نيويورك بالإشراف على شؤون جمعية التاريخ الجديد. وبما أن هولي كان عضوًا في الجمعية الروحية الوطنية في ذلك الوقت، فقد أدى ذلك إلى مواجهة أسفرت عن طرد سهراب وأعضاء الجمعية من المجتمع البهائي حوالي عام 1939.

## الزواج
في عام 1912، بينما كان أحمد يرافق عبد البهاء، التقى لفترة وجيزة بخوانيتا ماري ستورش وبدأ في مغازلتها، عندما اصطحبها والدها إلى اجتماعات مع عبد البهاء في أوكلاند وسان فرانسيسكو في نفس العام. كانت عائلة ستورش تعيش في ذلك الوقت في أوكلاند، مقاطعة ألاميدا، كاليفورنيا.
عاد سهراب إلى فلسطين، ولكن الخطوبة تمت عن بُعد عبر "خمسمائة رسالة". أدى اندلاع الحرب العالمية الأولى إلى توقف مؤقت لهذه الرسائل، حيث كان من الواضح أنها إما قد صودرت أو لم يُسمح لها بالمرور عبر الخطوط. ولكن بعد نهاية الحرب، أعاد العاشقان التواصل من جديد (انظر صحيفة أوكلاند تريبيون، 26 ديسمبر 1919).
ظلت زوجة سهراب وابنته مخلصتين لشوقي أفندي، وقامتا بتغيير اسميهما.

## الدعوى القضائية
في عام 1941، رفع ألن ماكدانييل وآخرون، كأعضاء في الجمعية الروحية الوطنية، دعوى قضائية ضد سهراب في محاولة لمنعه من استخدام اسم "بهائي". وأعربت وكالة الأمن القومي عن قلقها من أن هذا قد يخلق انطباعًا بأن سهراب "مرتبط بالدين البهائي ومخول له تمثيله...".
تم رفع هذه الدعوى في المحكمة العليا لمقاطعة نيويورك، حيث وافق القاضي على طلب رفض الدعوى، مُصرحًا بأن "المدّعين ليس لهم الحق في احتكار اسم الدين. أما المدّعى عليهم، الذين يدّعون أنهم أعضاء في نفس الدين، فلهم حقّ متساوٍ في استخدام اسم الدين...".
تم رفع هذه الدعوى في المحكمة العليا لمقاطعة نيويورك، حيث وافق القاضي على طلب رفض الدعوى، مُصرّحًا بأن "المدّعين ليس لهم الحق في احتكار اسم الدين. أما المدّعى عليهم، الذين يدّعون أنهم أعضاء في نفس الدين، فلهم حقّ متساوٍ في استخدام اسم الدين...".
بعد حرمانه، انضم سهراب إلى مجموعة من الأشخاص الذين عارضوا شوقي أفندي. وكان من بين هؤلاء الأشخاص قمر بهائي وجلال حفيد ميرزا موسى وآخرون، الذين رفعوا دعوى في حوالي عام 1950-1951 متحدين حق شوقي أفندي في القيام بأعمال بناء كبيرة حول مرقد بهاء الله. توفي أحد الشهود الرئيسيين في قضيتهم، وهو نايير أفنان، قبل وقت قصير من فتح القضية، ولم تسفر كل هذه الأحداث عن شيء. وكان من نتائج هذا الاجتماع الذي عقد في فاماغوستا في أواخر الخمسينيات أن حضر ممثلو الأجيال الثلاثة الرئيسية لما يسميه البهائيون "ناقضو العهد"، بما في ذلك: جلال أزل ممثلاً لأتباع ميرزا يحيى، وعصمت وآخرون ممثلين لأتباع ميرزا محمد علي، وأحمد سهراب ممثلاً لأولئك الذين يعارضون أي شكل من أشكال الإدارة. وكان من أهداف هذا المؤتمر بناء ضريح فوق قبر ميرزا يحيى. ولتحقيق هذه الغاية، تم جمع مبلغ من المال، لكنه "اختفى" ولم يُثمر المشروع عن شيء.
وأشار موجان مومن إلى ما يلي:
"نظريًا، كان من المفترض أن لا يكون للجيل الثاني، الذين قبلوا بهاء الله، أي علاقة مع أتباع الجيل الأول الذين كانوا من أعداء بهاء الله، مثل أتباع ميرزا يحيى. وبالمثل، كان من المفترض أن لا يكون للجيل الثالث، الذين يعتبرون أنفسهم أتباعًا مخلصين لعبد البهاء، أي ارتباط مع الجيل الثاني الذي كان من أشد المعارضين لعبد البهاء، وكان من المفترض أن لا يدعموا الجيل الأول. ومع ذلك، في الواقع، نشأت روابط قوية بين هذين الجيلين".

## السنوات الأخيرة
في النهاية، قطعت كارافان علاقاتها بالدين البهائي، ولكن سهراب والسيدة تشانلر ومنظماتهما استمروا في ادعاء الارتباط بالدين البهائي طالما كانا على قيد الحياة.
كانت القافلة موجودة لفترة من الزمن كنادي مراسلة عالمي له مبادئ اجتماعية. بالإضافة إلى ذلك، هناك إشارات مختلفة إلى معرض كارافان للفنون على نفس العنوان. وتوجد أيضًا إشارات في كتابات السيدة تشانلر وسوهراب إلى العروض الفنية.
توفي سهراب في 20 أبريل 1958. وفي نعيه وُصف بأنه "زعيم حركة الإصلاح البهائية في الولايات المتحدة والمدير المشارك لقافلة الشرق والغرب ".
انتهى عهد جمعية التاريخ الجديد ولم تستمر بعد وفاة سهراب، ولكن قافلة الشرق والغرب استمرت في عملها وما زالت تعمل حاليًا في نفس العنوان الذي كان يُعرف بمعهد القافلة، وهو الآن مدرسة لتعليم اللغة الإيطالية للكبار ولا تربطها أي صلة بالدين البهائي.

## الأعمال
- يوميات أحمد سهراب: رسائل وملاحظات يومية (1912-1915)
- عبد البهاء في مصر. نيويورك: ج. هـ. سيرز وشركاه من أجل مؤسسة التاريخ الجديد، 1929. معتمدة من لجنة النشر التابعة للجمعية الروحية الوطنية للبهائيين في الولايات المتحدة وكندا.
- أوهام القلب، 1924.
- الإنسانية الجديدة، نشرت يوميًا لفترة في إحدى الصحف في سانتياغو (التاريخ غير مؤكد، قبل 1929).
- أنشودة القافلة. إصدار آخر، 1930، نيويورك: جرايزل برس، xii، 410. نيويورك: جورج دوبسيفاج من أجل مؤسسة التاريخ الجديد، 1930.
- صور حية. في الدراما الكبرى للقرن التاسع عشر (بمشاركة جولي تشانلر). نيويورك: مؤسسة التاريخ الجديد، 132 شارع إي 65، نيويورك.

## أعمال عنه
- السيرة الذاتية لميرزا أحمد سهراب، مدير قافلة الشرق والغرب، المحدودة . 3. np [نيويورك؟]: nd [1954]. كولينز 12.10.
- مجلة حامل النور: مسبحة فارسية ، شتاء 2000، صفحة 50 (إعادة طبع من الثيوصوفي ، 1978)

## الحواشي
1. ↑  واشنطن بوست, November 13, 1911, p.4
2. ↑  نيويورك تايمز, February 28, 1928, p2
3. ↑  "HISTORICAL PERSPECTIVE: Looking at the twists and turns in the life of Valeska Suratt". www.tribstar.com. مؤرشف من الأصل في 2013-01-04. اطلع عليه بتاريخ 2022-05-22.
4. ↑  Sohrab, Ahmad (1956). The Bahá'í Cause, published in Living Schools of Religion, ed. Vergilius Ferm. Littlefield, Adams & Co., Ames, Iowa. p. 314. نسخة محفوظة 2024-09-21 على موقع واي باك مشين.
5. ↑  Free Bahais "White" نسخة محفوظة 2007-01-06 على موقع واي باك مشين.
6. ↑  Bahai Studies "Shoghi" نسخة محفوظة May 15, 2006, على موقع واي باك مشين.
7. ↑  Bahai Library "Sohrab Vs NSA" نسخة محفوظة 2025-01-14 على موقع واي باك مشين.
8. ↑  H-Net "Sohrab BS247" نسخة محفوظة 2006-10-02 على موقع واي باك مشين.
9. ↑  Momen, Moojan. The Cyprus Exiles, in Bahá'í Studies Bulletin, 5:3-6:1, pp. 84-113, 1991-06. نسخة محفوظة 2025-04-02 على موقع واي باك مشين.
10. ↑  Momen, Moojan (1995). The Covenant, and Covenant-breaker. نسخة محفوظة 2025-03-29 على موقع واي باك مشين.

## الروابط الخارجية
- الجدول الزمني والوثائق ذات الصلة على bahai-library.com .
- الجمعية الروحية الوطنية للولايات المتحدة ضد ميرزا أحمد سهراب (1941) .
- كتب البهائي البهائي "سهراب"
- العهد، وناقض العهد (مومن) .